# 헌터 이글스
헌터 이글스(Hunter Eagles)는 1994년 창단한 구 ABL의 프로 야구 팀이다. 시드니를 연고로 하고 있으며 홈구장은 뉴캐슬 인터내셔널 스포츠 센트리이다. 1993-94 시즌 이후 재정난으로 해체된 시드니 웨이브 대체 구단으로 창단되었으나 1997-98 시즌 이후 재정난으로 해체된다.

## 같이 보기
- 오스트레일리아 야구 리그 (1989년–1999년)